# Гжегож Пехна
Гжегож Пехна (пол. Grzegorz Piechna, нар. 18 вересня 1976, Опочно) — польський футболіст, що грав на позиції нападника. Виступав за низку польських і закордонних клубів, а також національну збірну Польщі.

## Клубна кар'єра
Гжегож Пехна народився 1976 року в місті Опочно. Займався в юнацьких командах футбольних клубів «Моджевянка» і «Піліца» (Томашів-Мазовецький). У 1997 році Пехна розпочав грати в нижчоліговій команді «Вой» (Буковець-Опочинський), в якій грав до 1998 року, відзначившись дуже високою результативністю, забивши у 34 матчах чемпіонату 58 голів. У 1998 році футболіст перейшов до клубу «Цераміка» (Опочно), в якому грав до 1999 року. У 2000 році нападник грав у складі клубу «Пелікан» (Лович).
У 2001 році Гжегож Пехна став гравцем «Цераміка Парадиз», у якому грав до 2003 року, та також відзначався бомбардирськими здібностями. У 2003 році футболіст перейшов до клубу ГЕКО (Чермно), у якому грав до 2004 року.
У 2004 році Пехна став гравцем клубу Польської Екстракляси «Корона» (Кельці). У складі «Корони» нападник швидко став одним із головних бомбардирів команди, а в сезоні 2005—2006 років став з 21 забитим м'ячем кращим бомбардиром Екстракляси.
Після результативної гри в чемпіонаті Польщі Пехна в 2006 році отримав запрошення від російського клубу «Торпедо» (Москва), проте в російському клубі не відзначився результативною грою, і вже за рік повернувся на батьківщину до клубу «Відзев». У 2008 році нападник грав у польському клубі «Полонія».
На початку 2009 року Гжегож Пехна став гравцем клубу «Колеяж» (Струже), проте за півроку вдруге в кар'єрі став гравцем клубу."Цераміка" (Опочно), в якому грав до 2010 року. У другій половині року нападник перейшов до нижчолігового грецького клубу «Докса» (Кранулас), проте за короткий час повернувся до клубу «Цераміка» де цього разу грав до середини 2011 року.
У 2011 році Пехна вдруге в кар'єрі став гравцем клубу «Вой» (Буковець-Опочинський), а в 2012 році став гравцем клубу «Лехія» (Томашів-Мазовецький), у якому грав до 2013 року. Після річної перерви у виступах у 2015 році футболіст знову став гравцем клубу «Цераміка» (Опочно), проте вже в 2016 році остаточно завершив виступи на футбольних полях.

## Виступи за збірну
У 2005 році Гжегож Пехна провів свою єдину гру у складі національної збірної Польщі, в якій відзначився 1 забитим м'ячем.

## Титули і досягнення
- Найкращий бомбардир чемпіонату Польщі (1): 2005–2006 (21 гол)